# Ерепеты (Пермский край)
Ерепеты — деревня в составе Сылвенского сельского поселения Пермского района Пермского края. На берегу Сылвинского залива Камского водохранилища. Известна с 1887 г. как «деревня Ерепеты, Тюменцы тож».

## Динамика населения
- 1904 (11 дворов, 22 мужчины, 24 женщины, 46 всего, русские)
- 1908 (11 дворов, 28 мужчин, 28 женщин, 56 всего, русские)
- 1926 (19 дворов, 42 мужчины, 44 женщины, 86 всего, русские)

| 46 | 56 | 86 | 8 |